# Llandudno Football Club
Maillots
Le Llandudno Football Club est un club gallois de football basé à Llandudno.

## Histoire
Les débuts du football à Llandudno remontent à 1878. Cette année-là un club du nom de Gloddaeth Rovers voit le jour et perdure une dizaine d'années. À l'origine, le club de football est fondé pour permettre aux joueurs de cricket de la ville de s'occuper lors de la saison morte. L'équipe évolue sur un terrain nommé le Council Field. 
En 1991, le club se déplace au Maesdu Park, stade qui l'abrite toujours. Le stade est inauguré cette année-là, mais doit attendre 1994 pour être équipé d'éclairages. Les tribunes, qui peuvent accueillir environ 130 personnes, sont ouvertes l'année suivante.

### Bilan saison par saison
Le tableau ci-dessous présente le bilan du Llandudno FC saison après saison depuis la saison 2014-2015, saison à l'issue de laquelle le club accède à la première division du championnat du pays de Galles de football.
|           | I  | II | Points | Journées | V  | N  | D  | b.p. | b.c. | Diff. |
| 2017-2018 | 10 |    | 36 pts | 32       | 9  | 9  | 14 | 40   | 44   | -4    |
| 2016-2017 | 9  |    | 35 pts | 32       | 7  | 14 | 11 | 31   | 45   | -14   |
| 2015-2016 | 3  |    | 52 pts | 32       | 15 | 7  | 10 | 53   | 46   | +6    |
| 2014-2015 |    | 5  | 45 pts | 30       | 12 | 9  | 9  | 55   | 42   | +13   |

Légende :
- I / II / III : division jouée
- V / N / D : victoires / matchs nuls / défaites
- b.p. / b.c. : buts pour / buts contre
- Diff : différence de buts
- Champion du pays de Galles
- Promotion dans le championnat hiérarchiquement supérieur
- Relégation dans le championnat hiérarchiquement inférieur

### Palmarès
| Compétitions nationales                                | Compétitions internationales |
| ------------------------------------------------------ | ---------------------------- |
| - North Wales Combination FA Cup (1) - Champion : 1926 | Néant                        |

## Entraineurs
Liste des entraineurs depuis 2013.